# スルホン

スルホンの一般式

スルホン（sulfone）とは、有機化合物のうち、2つの炭素原子がスルホニル基 −SO2− に結合している一群の化学構造である。中央の硫黄原子は二重結合で2つの酸素と、単結合で2つの炭素と結合している。"sulphone" というスペルも使われたが、IUPACではこれを推奨していない。

## 合成
多くの場合スルフィドを酸化することによって作られる。過酸化水素、メタクロロ過安息香酸、Oxoneなどの酸化剤が主に用いられる。途中スルホキシドを経由するが、多くの場合スルホキシドで止める方が難しく、過剰の試薬を加えることで収率よくスルホンが得られる。

## 反応
スルホニル基は強い電子求引性があり、隣接する炭素は強塩基の作用により水素イオンを引き抜かれ、アニオンを生ずる。ここに各種求電子剤を作用させることで、炭素-炭素結合生成が行える。
アリールアルキルスルホンからアニオンを発生させ、アルデヒドと反応させた上でスルホニル基を脱離させることで、ウィッティヒ反応類似のオレフィン形成が行える。これがジュリア反応（ジュリアカップリングとも）で、トランスオレフィン合成によく用いられる。